# 高知港
高知港（こうちこう）とは、高知県高知市にある港湾である。港湾管理者は高知県。古称は浦戸港。1938年（昭和13年）4月1日に関税法上の開港に指定。開港指定の際に浦戸港から高知港に改称された。現在は港湾法上の重要港湾、港則法上の特定港に指定されている。また高知県によって一次防災拠点港に指定されている。 

## 概要
土佐湾の中央部に位置し、主に浦戸湾内と、外洋に面した高知新港に施設がある。古くから土佐国の重要な港湾として用いられ、土佐日記を著した紀貫之は、この港に近い大津の舟戸あたりから船出して途中で浦戸に寄港して京都に戻っている（『土佐日記』承平4年12月27日条）。
昭和初期になると高知市の発展とともに工業物資の集散地として貨物量も増加した。1935年11月28日に土讃線が全通するまでは、高知県外からの玄関口として事実上機能し、大阪と高知を結び、物流の動脈となっていた大阪高知特急フェリーが2005年6月まで発着していた。
2019年現在、定期旅客フェリーの就航はないものの、不定期に高知新港に外航クルーズ客船が寄港するほか、韓国の釜山を結ぶコンテナ船定期航路等が発着している。

## 主要施設

### 弘化台地区・潮江地区・港町地区
過去に就航していた航路
- 大阪高知特急フェリー　※2005年6月30日廃止
  - - 大阪南港

アクセス
路面電車（とさでん交通）桟橋線桟橋通五丁目停留場で下車。徒歩数分。
駐車場有り

### 高知新港（三里地区）
- 客船ターミナル

過去に就航していた航路
- マリンエキスプレス　※2005年6月12日廃止
  - - 細島港
  - - 川崎港
- ブルーハイウェイライン - さんふらわあ くろしお -　※2001年10月1日廃止
  - - 那智勝浦港
  - - 東京港

## 姉妹港・提携港
- スービック港（フィリピン共和国 中部ルソン地方 サンバレス州）- 1998年（平成10年）2月17日
- 青島港（中華人民共和国 山東省）- 1998年（平成10年）4月4日
- コロンボ港（スリランカ民主社会主義共和国 西部州 コロンボ県）- 1998年（平成10年）4月4日
- タンジュン・ペラック港（インドネシア共和国 東ジャワ州 スラバヤ市）- 1998年（平成10年）5月12日
- 木浦港（大韓民国）- 2007年（平成19年）9月3日